# Asylum (álbum de Kiss)
Asylum es el decimotercer álbum de estudio de la banda estadounidense de hard rock Kiss, publicado el 16 de septiembre de 1985 a través del sello Mercury Records. Supuso el debut como miembro oficial del guitarrista Bruce Kulick, quien ya había participado como músico de sesión en el anterior trabajo del grupo, Animalize (1984). Sus productores fueron el bajista Gene Simmons y al guitarrista Paul Stanley, aunque al igual que en Animalize, fue este último el que tomó la mayor parte de las decisiones, debido al interés de Simmons por su carrera cinematográfica y su propio sello discográfico.
Asylum tuvo un impacto en las listas similar a su antecesor, pues llegó al puesto 20 en el Billboard 200 y al 12 en el UK Albums Chart, aunque tuvo unas ventas inferiores a las de Animalize, que provocaron que solo lograra una certificación de disco de oro de la RIAA.

## Trasfondo

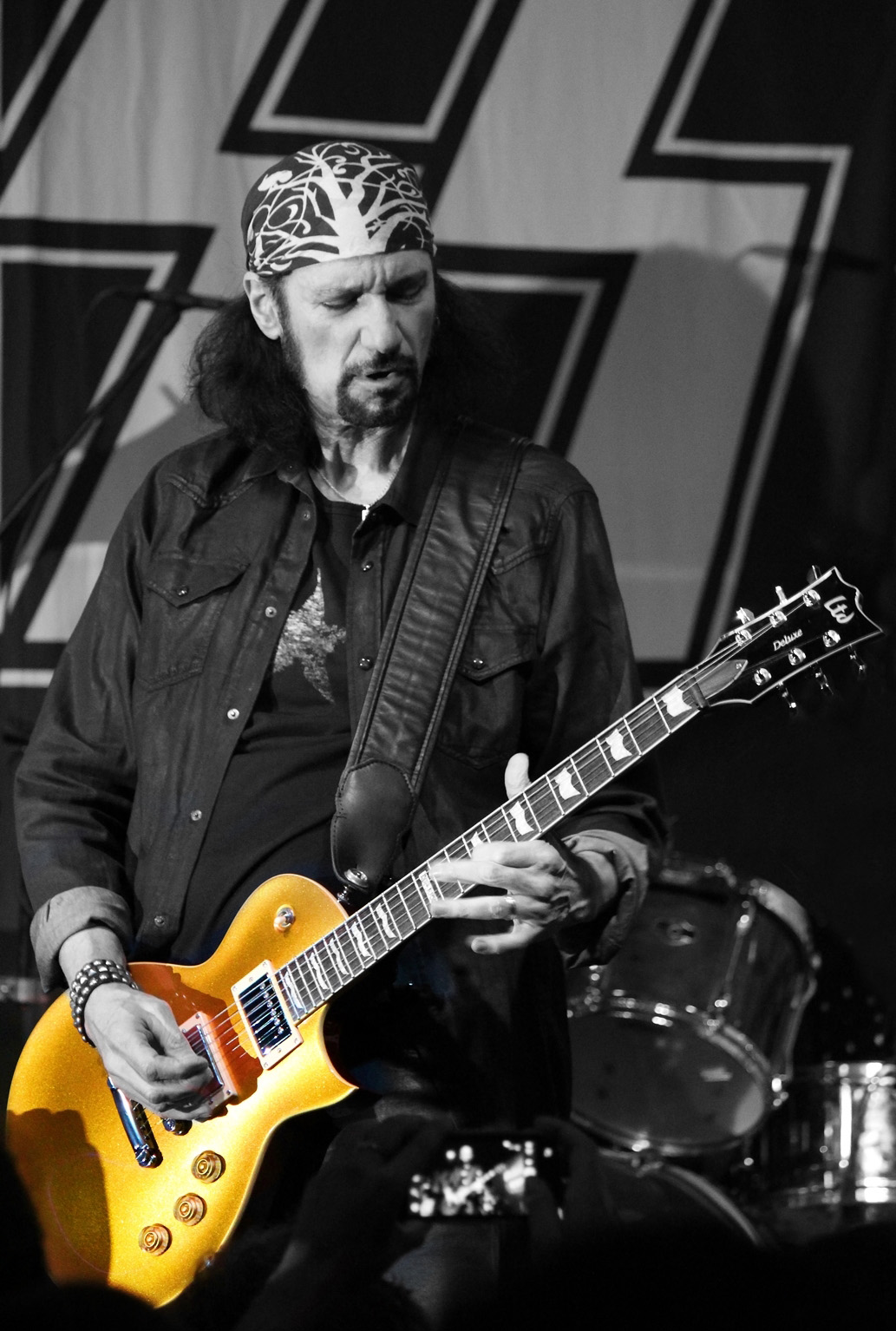
Asylum supuso el debut de Bruce Kulick como miembro oficial.

Tras la salida del guitarrista original Ace Frehley en 1982, Kiss no logró conseguir una formación estable de manera instantánea y su sustituto, Vinnie Vincent, participó como músico de sesión en Creatures of the Night (1982) y como miembro oficial en Lick It Up (1983) antes de anunciar su marcha en 1984. Mark St. John, quien suplió a Vincent tras la gira promocional de Lick It Up, permaneció en el grupo mucho menos que su antecesor, pues tras el lanzamiento del álbum Animalize (1984) los médicos le diagnosticaron artritis reactiva, que le produjo parálisis en su mano. Para poder llevar a cabo sus compromisos en directo, Kiss tuvo que recurrir a Bruce Kulick, que había colaborado en Animalize y cuyo hermano Bob había intervenido como músico de sesión en los discos Alive II (1977) y Killers (1982), así como en el trabajo en solitario del guitarrista y vocalista Paul Stanley. St. John únicamente tocó en tres de los conciertos de la gira Animalize World Tour en el mes de noviembre de 1984 y al mes siguiente, el conjunto comunicó su salida y el ingreso de Kulick como miembro oficial. La llegada del nuevo guitarrista a la banda, por aquel entonces integrada por Paul Stanley, el batería Eric Carr y el bajista y vocalista Gene Simmons, completó una formación que permanecería estable hasta el fallecimiento de Carr en 1991.

## Grabación
Al igual que en Animalize, fue Stanley quien tomó la mayor parte de las decisiones creativas de Asylum y años más tarde declaró: «A Gene simplemente no le importó [el álbum]. Aparecía en el estudio después de pasar toda la noche con alguna banda de baja categoría a la que estaba produciendo, con alguna canción inadecuada que quería incluir en el álbum que puede o puede que no hubiera compuesto él». Kiss realizó la grabación de Asylum bajo la producción de ambos en los Electric Lady Studios de Nueva York en junio y julio de 1985, donde doce años atrás habían creado su primera maqueta. Para Bruce Kulick, trabajar en Electric Lady fue un «verdadero sueño. Estar en el estudio que [Jimi] Hendrix construyó fue realmente alucinante». El guitarrista además tuvo que adaptarse a las distintas formas de trabajar de Stanley y Simmons: «Gene trabajaba cualquier día, sin importar si era festivo o fin de semana y Paul quería descansar los fines de semana». Además de los cuatro integrantes del grupo, dos músicos de sesión participaron en la grabación; Jean Beauvoir, que había participado en Animalize, tocó el bajo y cantó los coros en «Uh! All Night», y Allan Schwartzberg, que ya había colaborado con Kiss en varias ocasiones, grabó algunas pistas de batería adicionales.

## Música

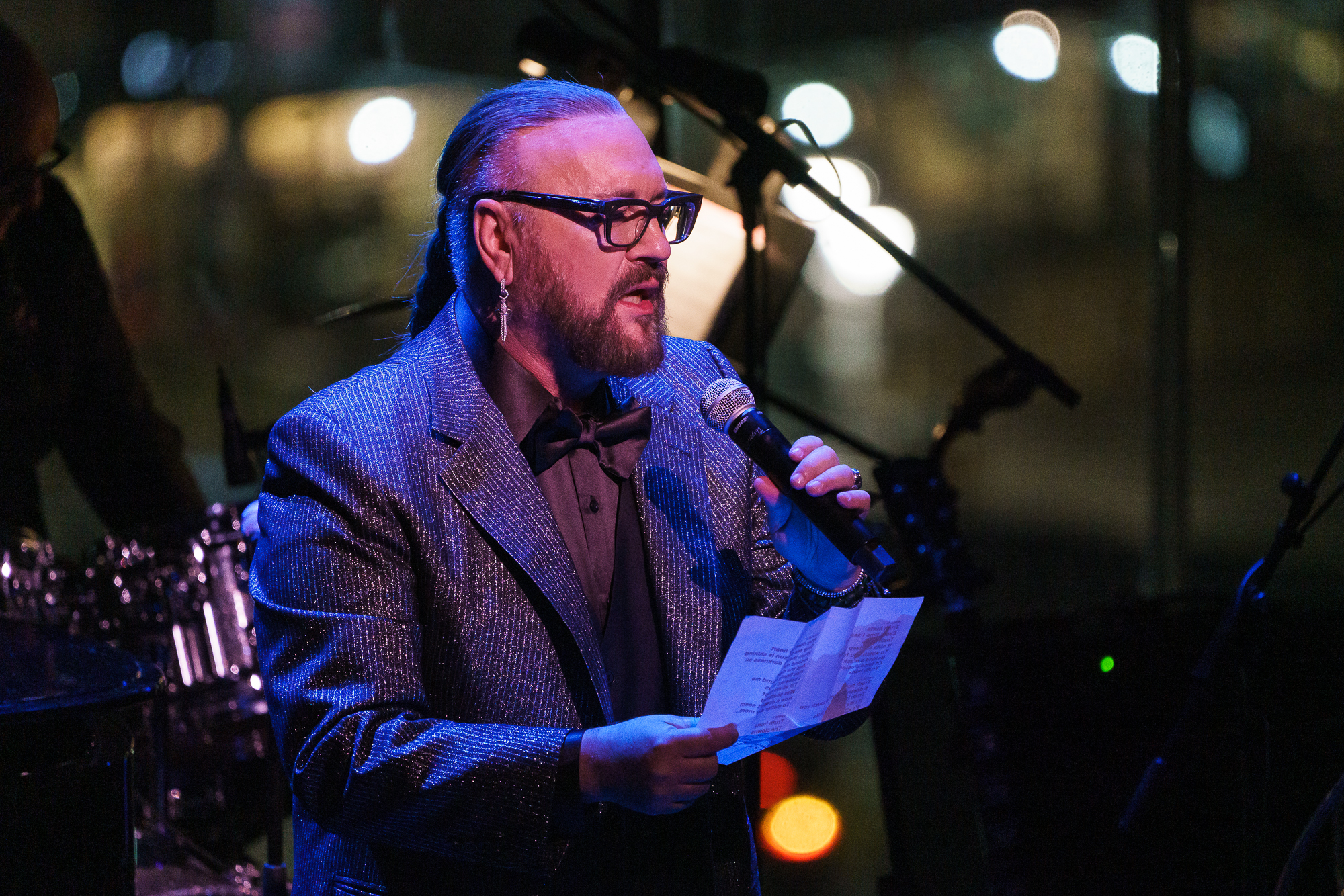
Desmond Child participó en la composición de cinco de los temas.

El álbum comienza con «King of the Mountain», compuesta por Paul Stanley, su amigo Desmond Child y Bruce Kulick, que comienza con un solo de batería de Eric Carr y en su letra Stanley habla sobre «llegar a la cima y, por supuesto, ser “el rey de la montaña”». Gene Simmons escribió «Any Way You Slice It», en la que canta sobre una chica que quiere acostarse con él, con Howard Rice, al cual conoció debido a que era vecino de su novia Diana Ross. «Who Wants to Be Lonely» la crearon Jean Beauvoir, Child y Stanley, quien quería que tuviera un ritmo r&b y en la que recita sobre «una chica que está esperando por amor». Kulick compuso «Trial By Fire», que originalmente tenía un sonido similar al de AC/DC y luego se la mostró a Simmons quien relata en ella sobre «llegar a lo más alto y vivir la vida al máximo, sin importar las circunstancias». «I'm Alive», acreditada a Stanley y Kulick, con letras de Child, es un tema acelerado en el que el primero canta acerca de «vivir por amor».
La cara B empieza con «Love's a Deadly Weapon», compuesta inicialmente por Stanley en 1980, aunque descartada para su inclusión en Music from "The Elder" (1981) y que posteriormente sería completada por Simmons y los integrantes de Plasmatics Rod Swenson y Wes Beech. «Tears Are Falling», el primer sencillo del álbum, surgió después de que Stanley viera en MTV el vídeo «Would I Lie to You?» de Eurythmics que trató de emular con un riff que se convirtió en la base de la canción y en cuya letra reflejó la ruptura con su novia. En «Secretly Cruel», Simmons tuvo como inspiración una joven que tenía su habitación llena de pósteres suyos y que le escribía cartas en las que le relataba lo que hacía con ellos en la intimidad. «Radar for Love», escrita por Child y Stanley, guardaba similitudes con «Black Dog» de Led Zeppelin, lo que el guitarrista señaló como una forma de «quitarse el sombrero» ante el conjunto británico. Asylum termina con «Uh! All Night» compuesta por Beauvoir y Stanley, y en cuya letra, escrita por Child, el vocalista canta sobre «tener sexo como un animal después de un largo día de trabajo».

## Recepción

### Comercial
Asylum salió a la venta el 16 de septiembre de 1985 a través de Mercury Records y alcanzó el vigésimo puesto del Billboard 200, el mismo que Animalize. A pesar de llegar a la misma colocación que su antecesor, únicamente consiguió un disco de oro de la RIAA, lo que lo convirtió en el primer trabajo de Kiss que no llegó a obtener la certificación de platino desde Creatures of the Night (1982). El álbum tuvo una buena recepción comercial en Europa y llegó al top 15 en países como Suecia, Noruega, Reino Unido y Suiza, además de lograr el primer puesto en la lista de Finlandia.
«Tears are Falling» fue publicado como el primer sencillo el 19 de octubre y llegó al número 51 del Billboard Hot 100 y al 57 del UK Singles Chart, un rendimiento menor que el del sencillo principal de Animalize, «Heaven's on Fire». Mercury editó «Uh! All Night» como sencillo promocional para las emisoras de radio y no tuvo impacto en las listas, mientras que «Who Wants to Be Lonely», a pesar de ser acompañado por un vídeo musical, no fue lanzado como single.

### Crítica
Al igual que la mayoría de los trabajos de Kiss, Asylum no despertó el interés de los críticos. Jim Zebora del periódico Record Journal consideró que «no es nada nuevo, conteniendo el mismo estilo de guitarras furiosas y baterías simplistas que la banda ha empleado siempre. Era más divertido cuando estos tipos se pintaban la cara». Greg Prato de Allmusic señaló que «su sonido era demasiado similar a otras bandas de pop metal de ese momento» y que además del sencillo «Tears are Falling» «está lleno de material insulso». Paul Elliott de Classic Rock lo calificó como «tan escandaloso y vulgar como todo lo que salía de la escena de Sunset Strip, como lo ilustra la fálica y ridícula canción final “Uh! All Night”». Por su parte, Russell Kyle del diario Evening Times afirmó que «estos son Kiss con su incesante y mejor rock. Ritmo sin aliento en todo momento. Un álbum de heavy metal garantizado para quitar la pintura de las paredes». Un redactor de la revista Cashbox destacó que «su sólida composición y los característicos cantos hacen de este trabajo uno de los favoritos para los headbangers».

## Lista de canciones
| Lado 1 |                          |                                           |               |          |  |
| N.º    | Título                   | Escritor(es)                              | Voz principal | Duración |  |
| 1.     | «King of the Mountain»   | Paul Stanley, Desmond Child, Bruce Kulick | Stanley       | 4:17     |  |
| 2.     | «Any Way You Slice It»   | Gene Simmons, Howard Rice                 | Simmons       | 4:02     |  |
| 3.     | «Who Wants to Be Lonely» | Stanley, Child, Jean Beauvoir             | Stanley       | 4:01     |  |
| 4.     | «Trial By Fire»          | Simmons, Kulick                           | Simmons       | 3:25     |  |
| 5.     | «I'm Alive»              | Stanley, Kulick, Child                    | Stanley       | 3:43     |  |

| Lado 2 |                          |                                          |               |          |  |
| N.º    | Título                   | Escritor(es)                             | Voz principal | Duración |  |
| 1.     | «Love's a Deadly Weapon» | Stanley, Simmons, Rod Swenson, Wes Beech | Simmons       | 3:29     |  |
| 2.     | «Tears Are Falling»      | Stanley                                  | Stanley       | 3:55     |  |
| 3.     | «Secretly Cruel»         | Simmons                                  | Simmons       | 3:41     |  |
| 4.     | «Radar for Love»         | Stanley, Child                           | Stanley       | 4:02     |  |
| 5.     | «Uh! All Night»          | Stanley, Child, Beauvoir                 | Stanley       | 4:01     |  |

Fuente: Allmusic.

## Créditos
Kiss
- Paul Stanley - guitarra rítmica, voz, bajo en «Tears are Falling»
- Gene Simmons - bajo, voz
- Eric Carr - batería, percusión, coros
- Bruce Kulick - guitarra solista, coros

| Músicos de sesión - Jean Beauvoir - bajo y coros en «Uh! All Night» - Allan Schwartzberg - batería adicional | Producción - Paul Stanley y Gene Simmons - producción - Dave Wittman - ingeniería y mezcla - Ken Steiger - ingeniería - Bernard Vidal - fotografía |

## Posición en las listas
| País           | Lista                   | Mejor posición | Ref.   |
| -------------- | ----------------------- | -------------- | ------ |
| Alemania       | German Albums Chart     | 43             | [ 25 ] |
| Canadá         | Canadian Albums Chart   | 54             | [ 36 ] |
| Estados Unidos | Billboard 200           | 20             | [ 22 ] |
| Finlandia      | Suomen virallinen lista | 1              | [ 28 ] |
| Noruega        | Topp 40 Album           | 11             | [ 25 ] |
| Países Bajos   | Album Top 100           | 34             | [ 37 ] |
| Reino Unido    | UK Albums Chart         | 12             | [ 26 ] |
| Suecia         | Sverigetopplistan       | 3              | [ 24 ] |
| Suiza          | Schweizer Hitparade     | 15             | [ 27 ] |

| Canadá         | Canadian Singles Chart | 83 | [ 38 ] |
| Estados Unidos | Billboard Hot 100      | 51 | [ 22 ] |
| Reino Unido    | UK Singles Chart       | 57 | [ 26 ] |

## Certificaciones
| País           | Certificación | Ventas  | Ref.   |
| -------------- | ------------- | ------- | ------ |
| Canadá         | Oro           | 50 000  | [ 39 ] |
| Estados Unidos | Oro           | 500 000 | [ 23 ] |